# Bombardier Flexity 2
Der Flexity 2 ist eine Familie von 100 %-Niederflur-Straßenbahnwagen von Alstom, die im Jahr 2009 noch von Bombardier Transportation vorgestellt wurde. Die Fahrzeuge sind überwiegend in Multigelenkbauweise ausgeführt und in unterschiedlichen Längen, Spurweiten sowie als Ein- als auch Zweirichtungsfahrzeug lieferbar. Die Fahrzeuge sind Teil der Flexity-Plattform des Herstellers und werden überwiegend in den Werken Wien und Bautzen hergestellt. Der Erstbesteller dieser neuen Produktfamilie war die Straßenbahn Blackpool.
Ähnlich wie beim von Anfang an von Alstom entwickelten Citadis kann der Flexity 2 je nach Bestellerwunsch mit individueller Frontgestaltung geliefert werden.

## Technik
Die Wagenkästen sind eine geschweißte Stahlkonstruktion mit gekrümmten Seitenwänden. Die Möglichkeit der individuellen Frontgestaltung wird dadurch vereinfacht, dass der Kopf mit seiner GFK-Hülle gesondert mit dem Wagenkasten verschraubt wird. Die Laufwerke mit einem Radsatzstand von 1850 mm sind eine vereinfachte Ausführung derjenigen, welche beim Flexity Outlook C verwendet wurden, und erhielten von Bombardier die Bezeichnung Flexx Urban 3000. Die unabgefederte Masse liegt dabei mit 1100 kg pro angetriebenem Radsatz etwa 250 kg höher. Beibehalten wurden die durchgehenden Radsatzwellen, die wassergekühlten Motoren dagegen wurden verkleinert. Zusammen mit Änderungen an der Federung führt dies zu besseren Möglichkeiten der Sitzanordnung über dem Laufwerk. Im Gegenzug sind im Durchgang Rampen mit einer etwas stärkeren Neigung von 6 % notwendig und seitlich gibt es zwischen den Sitzen ein Podest. Das ursprüngliche Konzept sieht eine Ausdrehbarkeit des angetriebenen Laufwerks von 2° vor. Je Radsatz gibt es einen längs außen am Laufwerk angeordneten Motor mit standardmäßig 120 kW Leistung. Die Achsfolge lautet standardmäßig Bo’2’Bo’ für fünfteilige und Bo’Bo’2’Bo’ für siebenteilige Fahrzeuge.
Im Grundkonzept waren ein kleinster befahrbarer Bogenradius von 17 m und Raddurchmesser von 560 bis 620 mm (neu) vorgesehen. Abhängig von diesen ergeben sich Einstiegshöhen von 300 bis 330 mm. Im Fall von 600 mm Raddurchmesser waren Bodenhöhen von 365 mm in den laufwerkslosen Mittelteilen sowie 498 mm im Durchgang über den Laufwerken vorgesehen. Die Querrampen direkt an den Einstiegen wurden mit einer Neigung von 5 % konzeptioniert. Die Gangbreite über den Laufwerken kann bis zu 750 mm betragen.

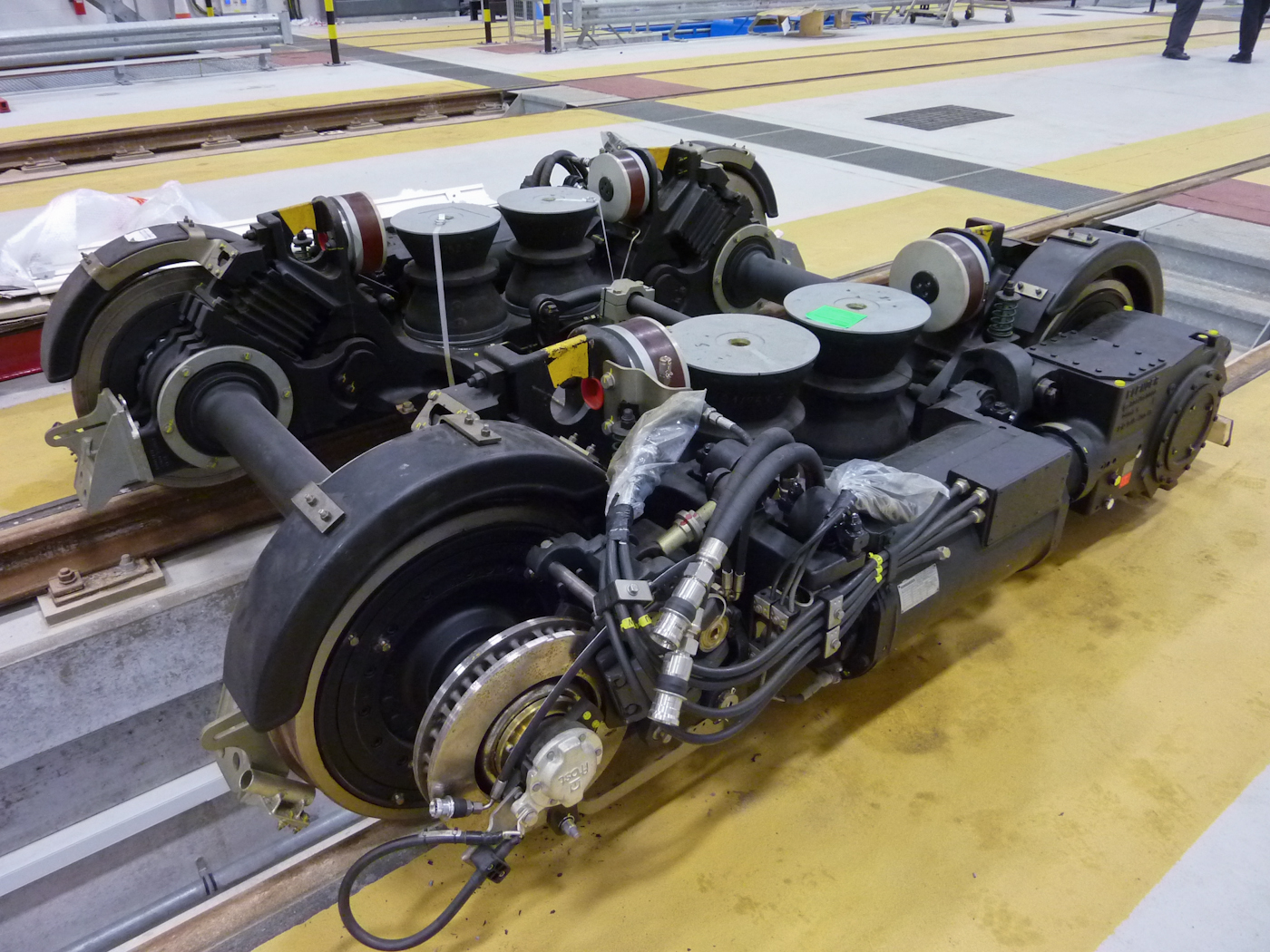
Flexx-Urban-3000-Laufwerk in Blackpool
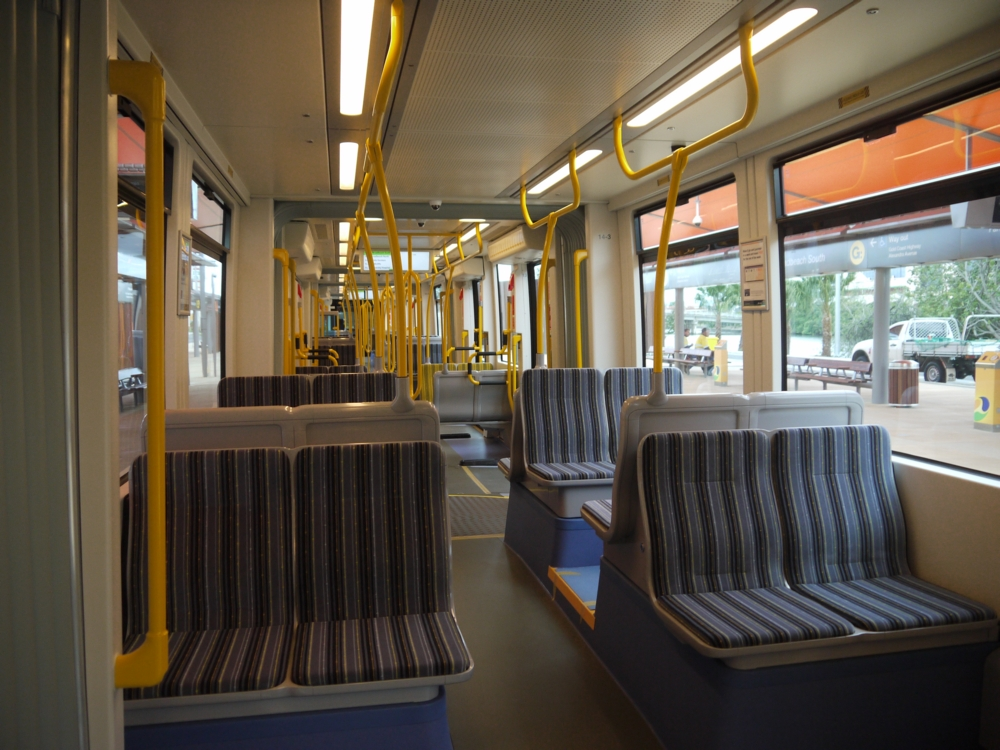
Fahrgastraum über einem Laufwerk in einem Flexity 2 der Gold Coast Light Rail

## Betreiber

### Blackpool

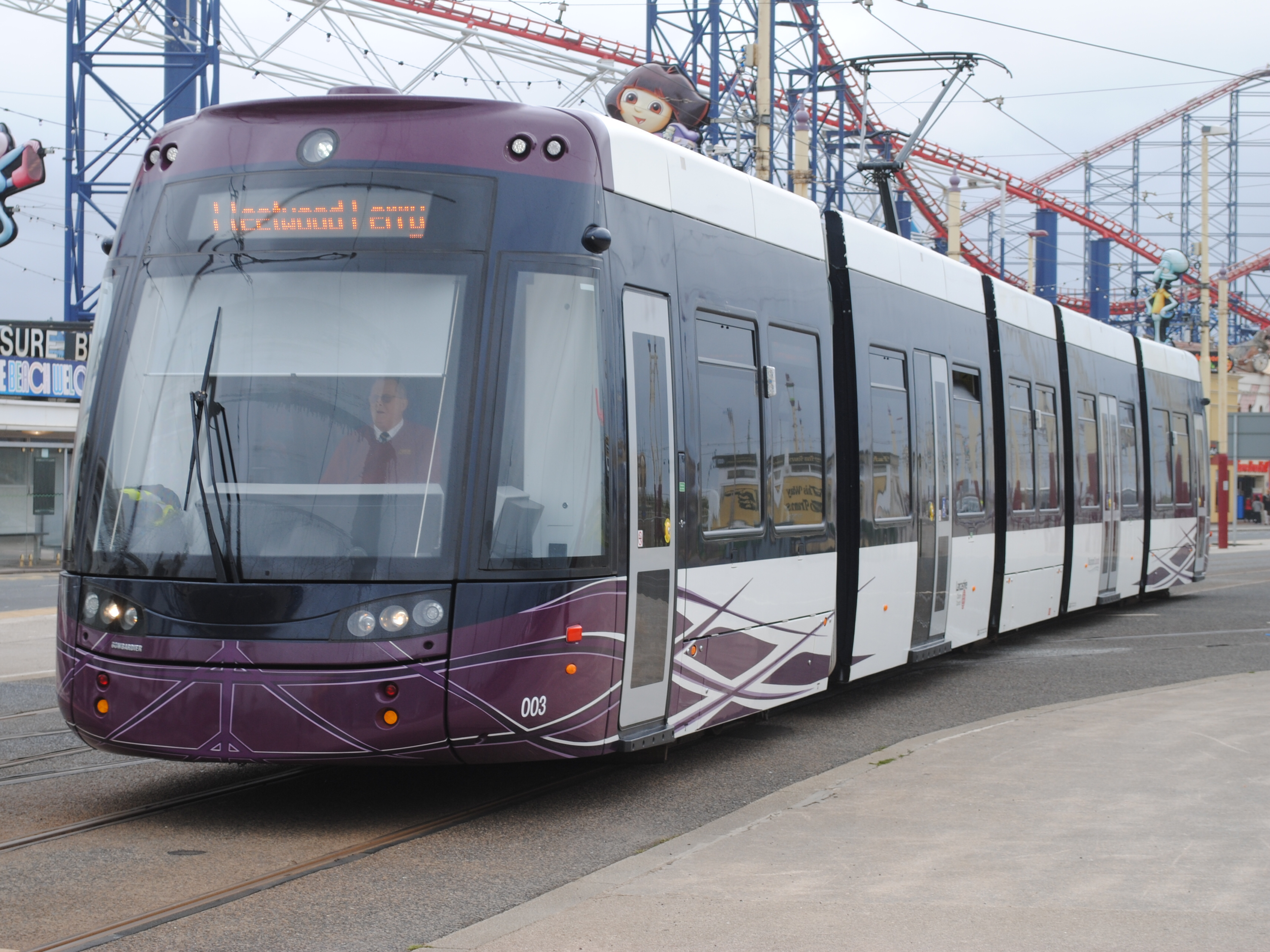
Flexity 2 in Blackpool

Im Juli 2009 erfolgte der erste Auftrag zum Bau von Flexity-2-Straßenbahnwagen. Die Stadt Blackpool bestellte 16 Fahrzeuge, welche die ersten Niederflurfahrzeuge der Straßenbahn Blackpool wurden. Die Gesamtkosten betrugen 33 Millionen £. Die als Zweirichtungsfahrzeuge ausgeführten Wagen sind fünfteilig aufgebaut und fassen bei einer Länge von 32,2 m sowie einer Breite von 2,65 m 222 Fahrgäste.
Am 8. September 2011 wurde die erste ausgelieferte Einheit in Blackpool der Öffentlichkeit vorgestellt. Im Frühjahr 2012 gingen die ersten Fahrzeuge in den Planbetrieb. Zwei weitere Fahrzeuge wurden für eine geplante Verlängerung nachbestellt.
Die Fahrzeuge wurden in den Werken Bautzen und Wien gefertigt, wobei die Endmontage und die Werksinbetriebnahme in Bautzen erfolgten. Als Fahrgastinformationssystem wurde ein Annax-System gewählt.

### Gold Coast

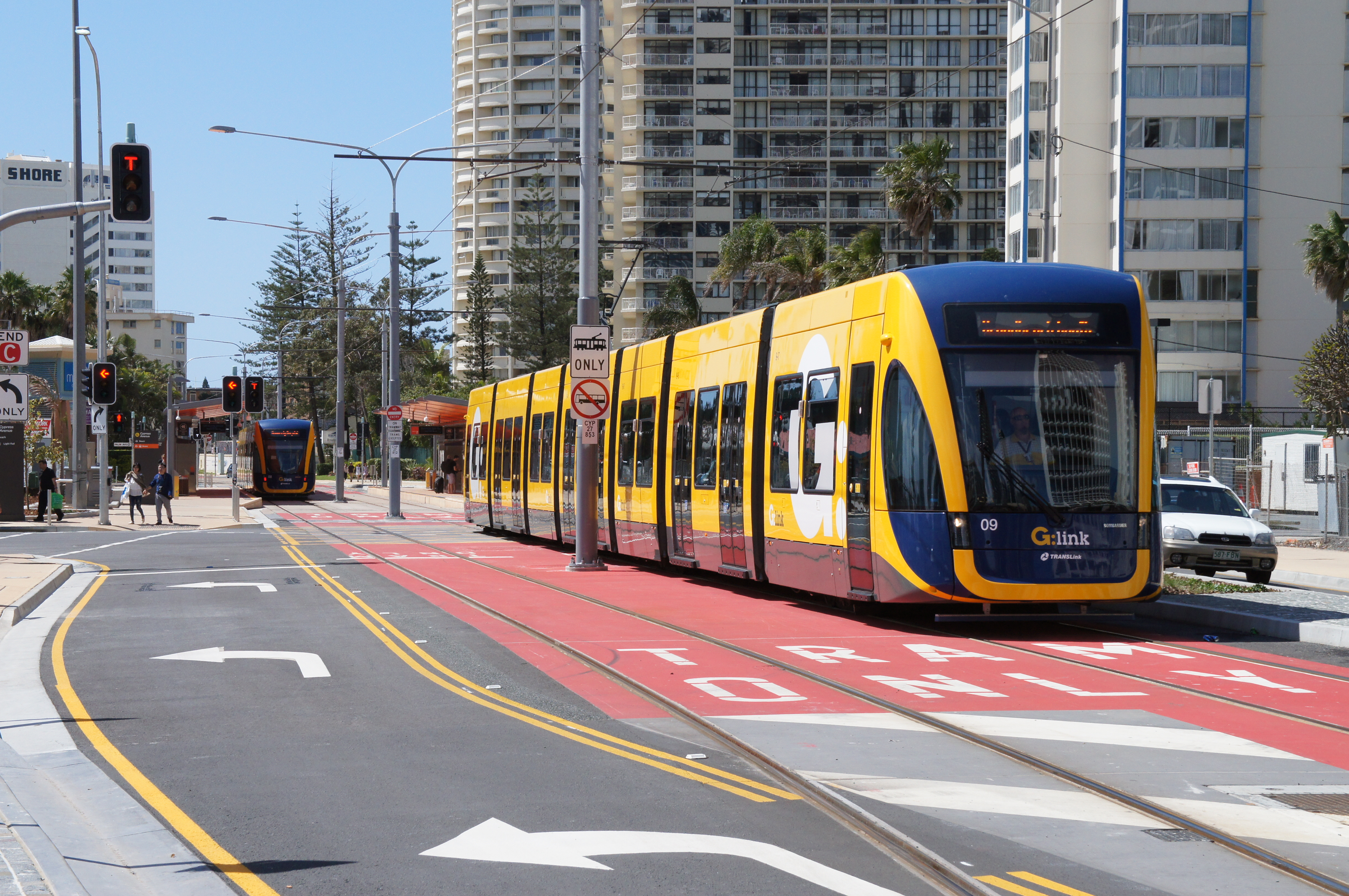
Flexity 2 auf der Gold Coast Light Railway

Das neu errichtete Gold Coast Rapid Transit-System G:link in der Stadt Gold Coast in Queensland, Australien, bei dem Bombardier Transportation im GoldLinQ-Konsortium am Bau beteiligt war, setzt ebenso Wagen der Bauart Flexity 2 ein. 14 siebenteilige, 43,5 m lange Fahrzeuge kommen seit Juli 2014 zum Einsatz. Dabei gibt es neben Rollstuhl- und Kinderwagenplätzen auch eine speziell in den Wagen eingerichtete Mitnahmemöglichkeit für Surfbretter. Eine Mitnahme von Fahrrädern ist dagegen nicht vorgesehen (Ausnahme: Falträder im zusammengefalteten Zustand).
Die Wagen sind laut Bombardier 43 m lang und 2,65 m breit. Ein Wagen bietet 80 Sitzplätze und 224 Stehplätze (bei 4 Personen/m²).
Im Zuge des Ausbaus des Netzes wurden 2017 für den Betrieb auf der Streckenverlängerung nach Helensvale weitere vier Einheiten ausgeliefert. Weitere fünf Einheiten wurden 2021 bestellt.

### Basel

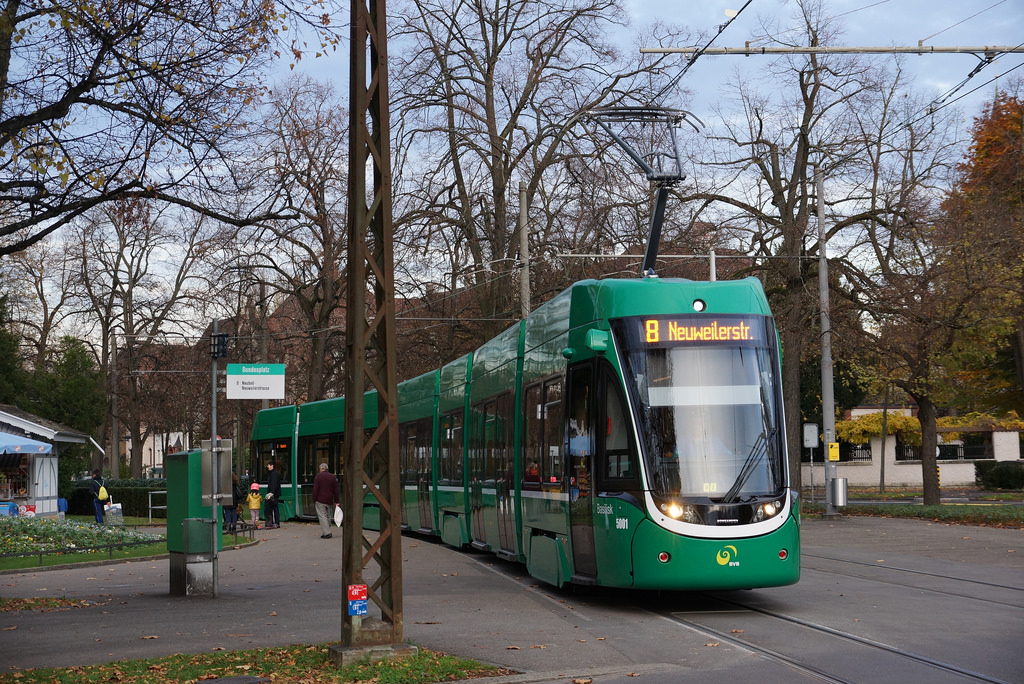
Siebenteiliger Flexity Basel

Die Basler Verkehrs-Betriebe entschieden Ende Januar 2012, 60 Straßenbahnwagen vom Typ Flexity 2 zu erwerben, die ab dem dritten Quartal 2014 ausgeliefert werden sollten. Diese werden von Bombardier als Flexity Basel vermarktet. Der Auftrag hat einen Umfang von über 220 Millionen Schweizer Franken und ist der größte Einzelauftrag in der Geschichte des Unternehmens.
Die Fahrzeuge sind durchgängig niederflurig, 2,3 m breit und werden in zwei unterschiedlichen Längen ausgeführt: Zunächst wird die siebenteilige Langversion mit 43,2 m Länge ausgeliefert, ab 2017 sollte die fünfteilige Kurzversion mit 31,8 m Länge zum Einsatz kommen. Die kürzeren, fünfteiligen Fahrzeuge sind für die Bruderholzlinien 15 und 16 vorgesehen, auf diesen können aus betrieblichen Gründen nur kürzere Garnituren verkehren.
Anfang 2014 beschloss der Verwaltungsrat der BVB aufgrund positiv veränderter Finanzierungsumstände, statt einen Preisnachlass zu erhalten, aus eigenen Mitteln ein zusätzliches Exemplar zu bestellen, da die Kosten des Gesamtauftrags gleich bleiben. In der Nacht vom 4. September 2014 wurde das erste siebenteilige Exemplar per LKW-Transport in Basel angeliefert. Das erste fünfteilige Exemplar erreichte Basel, ebenfalls per LKW-Transport, in der Nacht vom 1. September 2016. Auch die Basler Wagen erhielten ein Fahrgastinformationssystem von Annax.

### Antwerpen und Gent

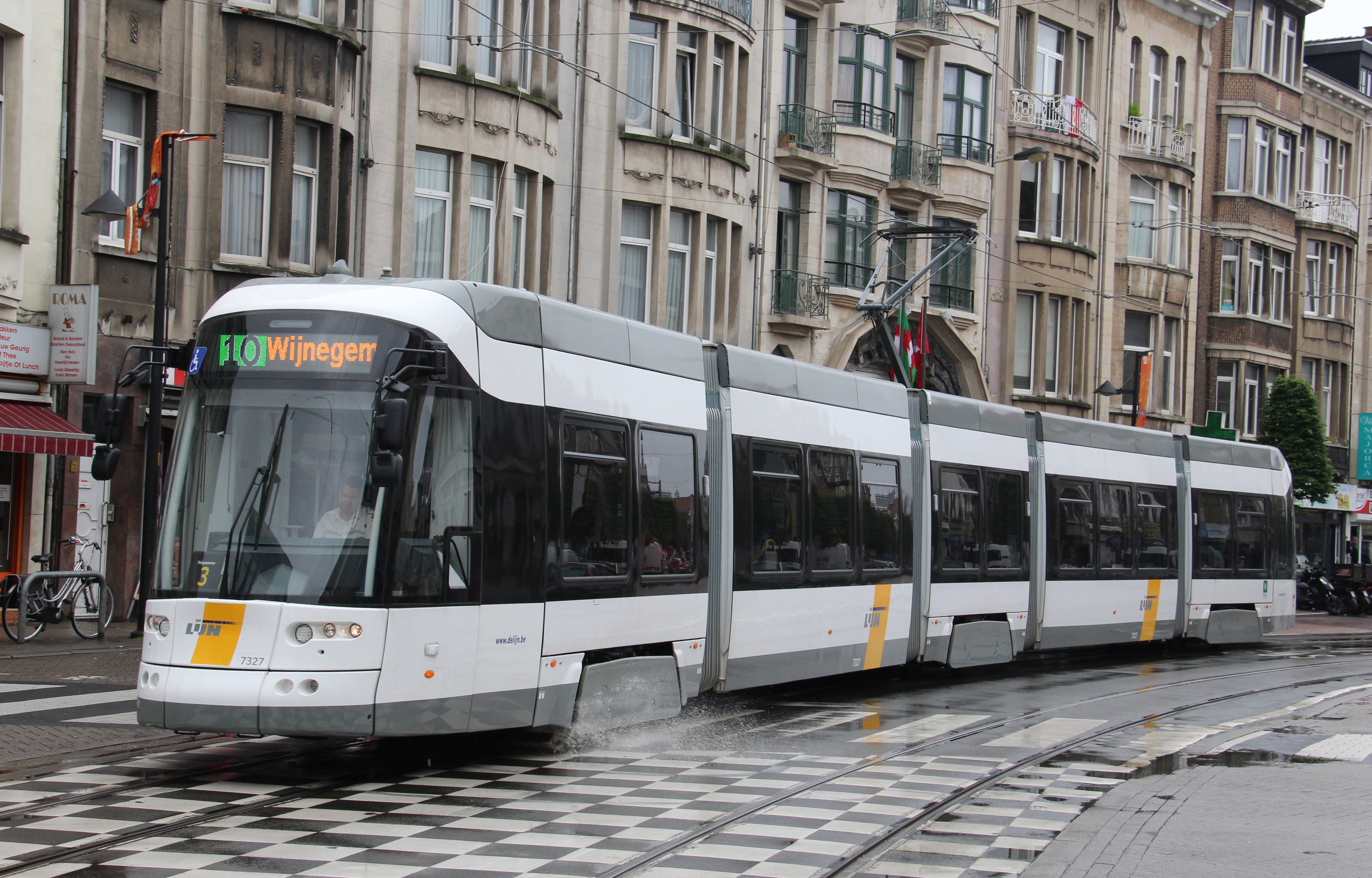
Ein fünfteiliger »Albatros« von De Lijn im Einsatz in Antwerpen

Der belgische Betreiber De Lijn gab im August 2012 bekannt, dass für 128,6 Millionen Euro 48 Fahrzeuge des Typs Flexity 2 für die Straßenbahnnetze Antwerpen und Gent bestellt werden. Dabei handelte es sich zunächst um 28 fünf- und 10 siebenteilige Einrichtungsfahrzeuge für Antwerpen sowie 10 siebenteilige Zweirichtungsfahrzeuge für Gent. Der Vertrag umfasste auch eine Option auf 40 weitere Fahrzeuge, welche im Frühjahr 2015 in eine feste Bestellung umgewandelt wurde. Diese würden die zurzeit im Einsatz stehenden PCC-Fahrzeuge ersetzen. Die Flexity-2-Fahrzeuge haben ein bis zu 40 % größeres Fassungsvermögen als die bisherigen Wagen.
Die Fahrzeuge wurden vom belgischen Designer Axel Enthoven mitentworfen und werden als Albatros bezeichnet. Sie sind seit 2015 im Einsatz.
Insgesamt (inkl. der Option) sind für die Straßenbahn Gent 26 siebenteilige Zweirichtungsfahrzeuge, welche rund 43 m lang sind, vorgesehen. Sie haben eine Kapazität von 378 Personen.
Die Straßenbahn Antwerpen erhält 62 Einrichtungsfahrzeuge, darunter 24 siebenteilige Fahrzeuge mit Platz für bis zu 380 Fahrgästen. 38 Fahrzeuge sind fünfteilig mit einer Länge von rund 31 m und einer Kapazität von 266 Fahrgästen.

### Zürich

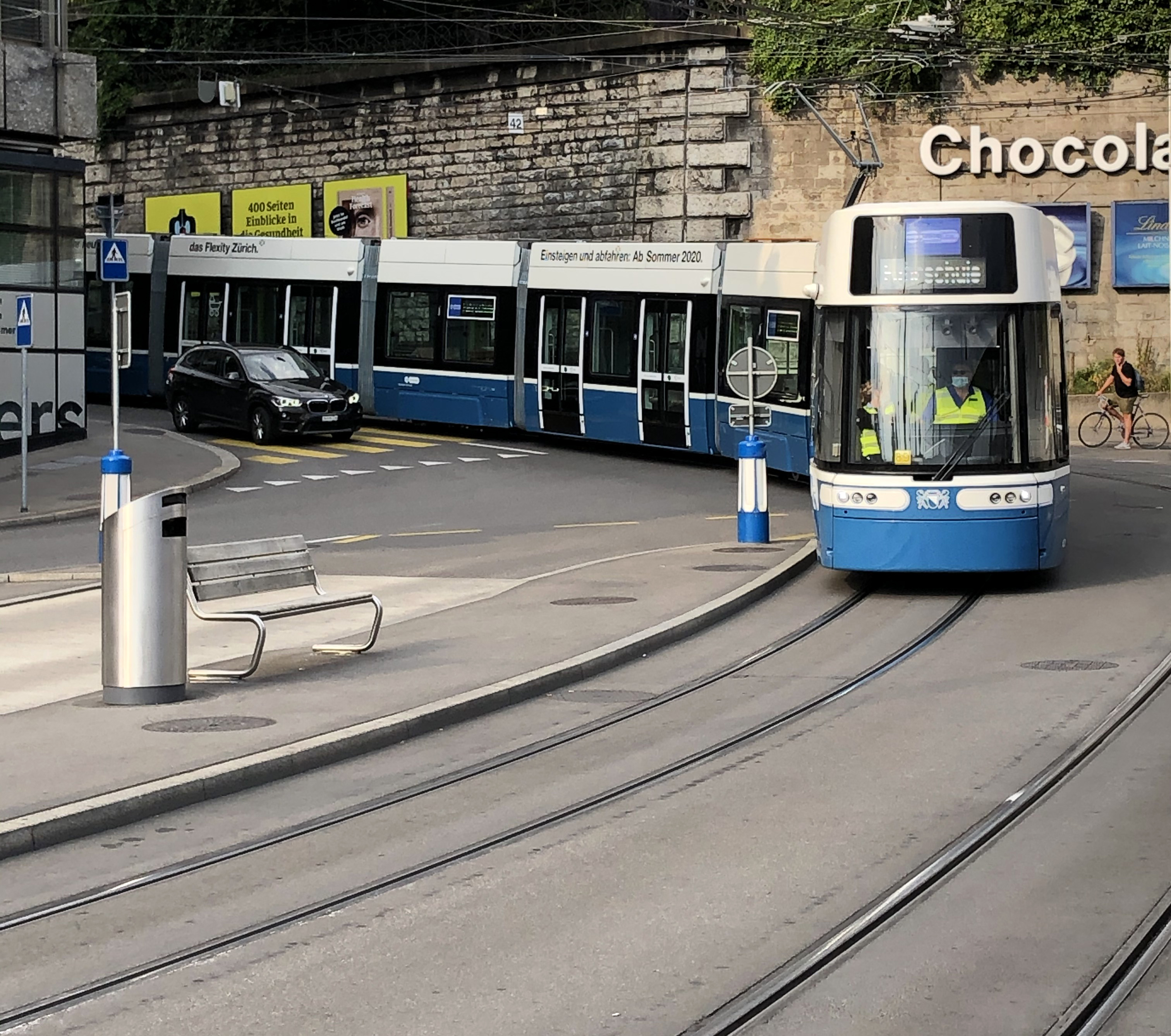
Flexity 2 in Zürich

Nach Abschluss eines sich über Jahre schleppenden Vergabeverfahrens gaben die Verkehrsbetriebe Zürich (VBZ) im Mai 2016 bekannt, dass für 358 Millionen Schweizer Franken 70 Fahrzeuge des Typs Flexity 2 für die Strassenbahn Zürich bestellt werden. Es besteht bis Ende 2023 zudem eine Option für weitere 70 Fahrzeuge. Ende Mai 2016 legten die im Vergabeverfahren unterlegenen Stadler Rail und Siemens Rekurse ein. Nach der gerichtlichen Entscheidung, dass diese keine aufschiebende Wirkung haben, wurde am 2. März 2017 der Vertrag unterschrieben. Im Dezember 2020 bestellte die VBZ aus der Option 40 weitere Fahrzeuge. Im Mai 2024 bestellte die VBZ aus der Option zwölf weitere Fahrzeuge, im Mai 2025 weitere zehn.

### Wien–Baden

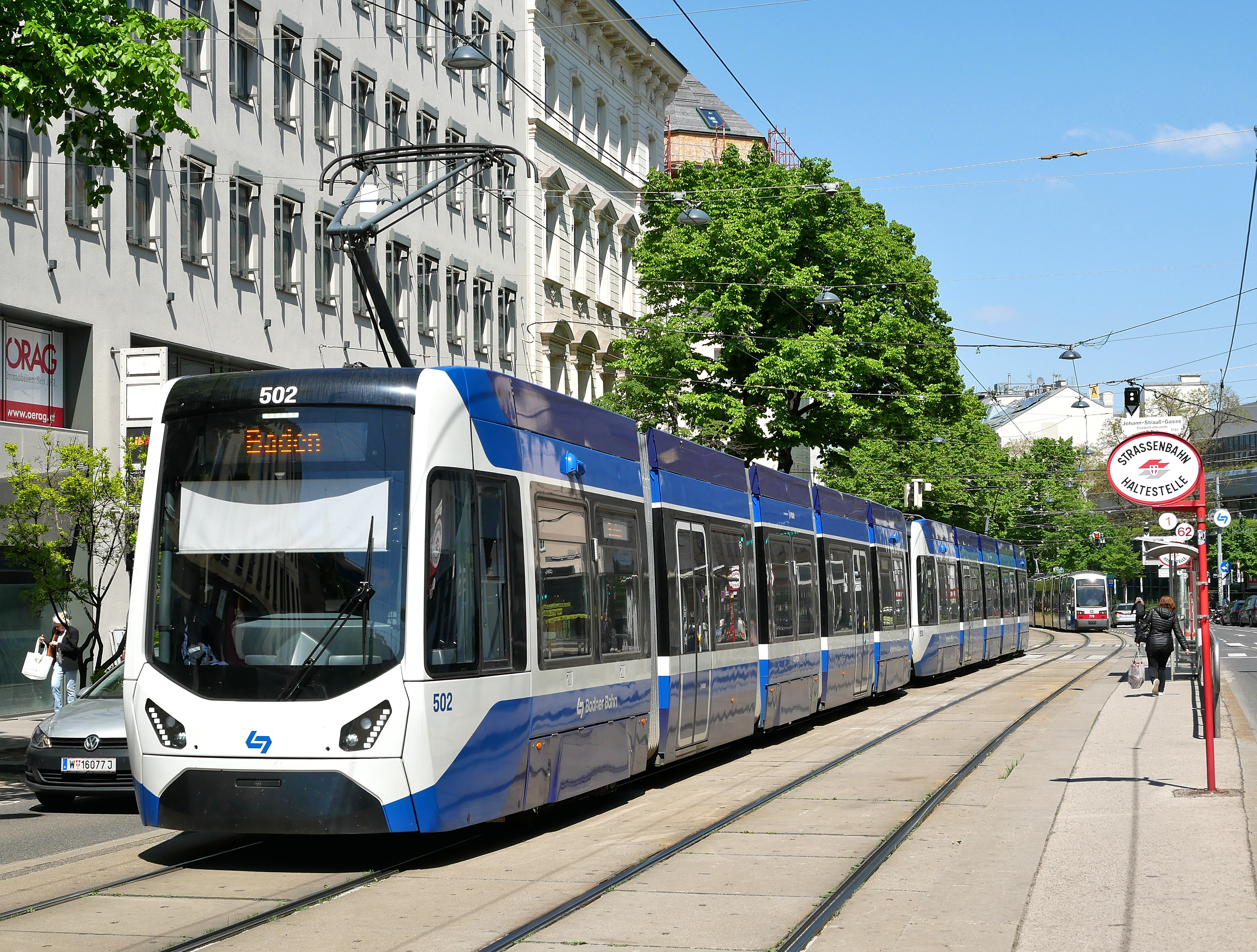
Flexity-2-Doppeltraktion der Wiener Lokalbahnen

Die Wiener Lokalbahnen bestellten 2019 für die Lokalbahn Wien–Baden fünfteilige Flexity in einer 2,5 Meter breiten Variante als Zweirichtungswagen. Sie haben bei einer Länge von 27,8 Metern außergewöhnlich wenige Türen, lediglich je eine pro Einstiegsseite in den beiden laufwerkslosen Mittelteilen.

### Melbourne
Im April 2022 unterzeichnete Alstom einen Rahmenvertrag zur Lieferung von 100 Flexity 2 für die Straßenbahn Melbourne, welche auch Elemente des Flexity Swift beinhalten. Die dreiteiligen Zweirichtungswagen sind im Gegensatz zu allen anderen Flexity 2 keine reinen Multigelenkwagen, sondern Gelenkwagen mit einem kurzen Mittelteil und darauf aufgesattelten Endteilen mit Drehgestellen. Berücksichtigt ist auch die Möglichkeit, die Fahrzeuge durch das Einfügen zweier Mittelteile nach Art der Multigelenkwagen zu verlängern. An den Fahrzeugenden sind Einzeltüren angeordnet, zwischen den Enddrehgestellen und Gelenken jeweils eine Doppeltür auf beiden Seiten. Sie werden in Dandenong hergestellt. Der Vertrag umfasst auch die Instandhaltung über einen Zeitraum von 15 Jahren.

### Brüssel

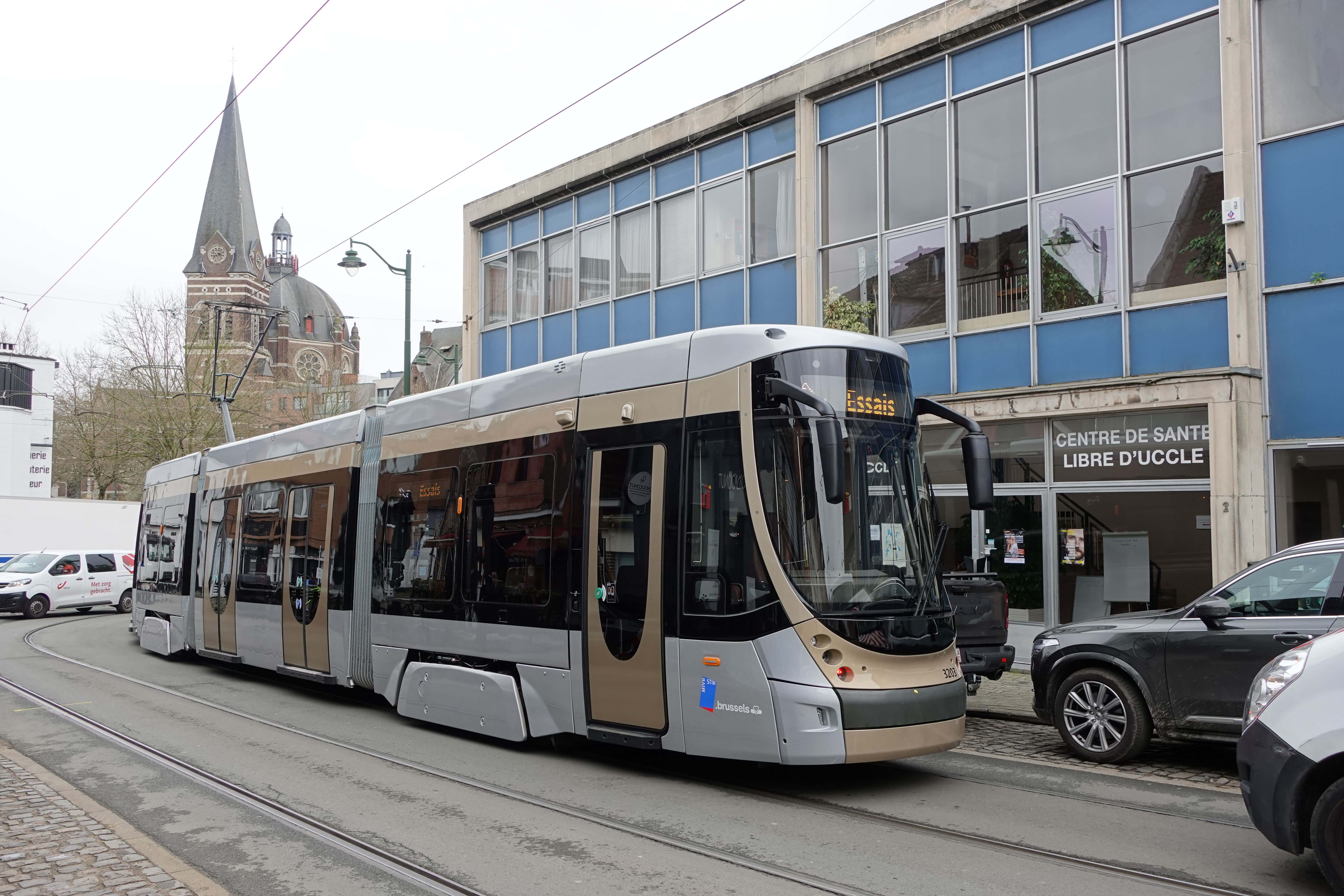
Flexity 2 in Brüssel

Die Straßenbahn Brüssel erhielt von 2005 bis 2015 insgesamt 220 Wagen des Typs Flexity Outlook C. Im April 2018 erhielt Bombardier den Auftrag, bis zu 175 weiterentwickelte Straßenbahnwagen des Typs Flexity 2 im Wert von 480 Millionen Euro zu liefern. Es wurden 49 Fünfteiler und 11 Siebenteiler abgerufen. 30 weitere Fünfteiler wurden im Juni 2019 bestellt. Es können 182 Fahrgäste (47 Sitze) beziehungsweise 256 Fahrgäste (65 Sitze) befördert werden. Wie bereits die Flexity Outlook sind auch die Flexity 2 im Art-déco-Design gestaltet. Die ersten Fahrzeuge gingen im April 2023 in Betrieb.

## Lizenzfertigung in China
2012 gab Bombardier bekannt, im Zuge eines Technologietransferabkommens mit CSR Puzhen, einer Tochterfirma des chinesischen Schienenfahrzeugherstellers China Railway Rolling Stock Corporation, den Flexity 2 für die Herstellung für den chinesischen Markt 10 Jahre lang zu lizenzieren.
Als erster Betreiber des Flexity 2 in China hat die Straßenbahn in Suzhou 18 Fahrzeuge bestellt.

## Übersicht
| Stadt                     | Netz                  | Anzahl | Baujahre  | Nummern   | Typ          | Typ | Länge   | Breite | Spurweite | Sitze | Stehplätze |
| ------------------------- | --------------------- | ------ | --------- | --------- | ------------ | --- | ------- | ------ | --------- | ----- | ---------- |
| Blackpool, Großbritannien | Straßenbahn Blackpool | 016    | 2011–2012 | 001–016   | fünfteilig   | ZR  | 32,2 m  | 2,65 m | 1435 mm   | 74    | 148        |
| Blackpool, Großbritannien | Straßenbahn Blackpool | 02     | 2017      |           | fünfteilig   | ZR  | 32,2 m  | 2,65 m | 1435 mm   | 74    | 148        |
| Gold Coast, Australien    | Gold Coast Light Rail | 014    | 2013      | 01–14     | siebenteilig | ZR  | 43,5 m  | 2,65 m | 1435 mm   | 80    | 229        |
| Gold Coast, Australien    | Gold Coast Light Rail | 04     | 2017      | 15–18     | siebenteilig | ZR  | 43,5 m  | 2,65 m | 1435 mm   | 80    | 229        |
| Gold Coast, Australien    | Gold Coast Light Rail | 5      |           | 19–23     | siebenteilig | ZR  | 43,5 m  | 2,65 m | 1435 mm   | 80    | 229        |
| Basel, Schweiz            | Strassenbahn Basel    | 017    | 2014–2018 | 6001–6017 | fünfteilig   | ER  | 31,6 m  | 2,3 m  | 1000 mm   | 56    | 127        |
| Basel, Schweiz            | Strassenbahn Basel    | 044    | 2014–2018 | 5001–5044 | siebenteilig | ER  | 42,9 m  | 2,3 m  | 1000 mm   | 82    | 174        |
| Antwerpen, Belgien        | Straßenbahn Antwerpen | 038    | 2014–     |           | fünfteilig   | ER  | 31,8 m  | 2,3 m  | 1000 mm   | 77    | 214        |
| Antwerpen, Belgien        | Straßenbahn Antwerpen | 024    | 2014–     |           | siebenteilig | ER  | 43,0 m  | 2,3 m  | 1000 mm   | 109   | 318        |
| Gent, Belgien             | Straßenbahn Gent      | 026    | 2014–     |           | siebenteilig | ZR  | 43,0 m  | 2,3 m  | 1000 mm   | 72    | 330        |
| Zürich, Schweiz           | Strassenbahn Zürich   | 132    | 2019–2029 | 4001–4132 | siebenteilig | ER  | 42,9 m  | 2,4 m  | 1000 mm   | 91    | 188        |
| Wien–Baden, Österreich    | Lokalbahn Wien–Baden  | 30     | ab 2021   | 501–530   | fünfteilig   | ZR  | 27,82 m | 2,5 m  | 1435 mm   | 74    |            |
| Brüssel, Belgien          | Straßenbahn Brüssel   | 79     |           | 3201–3279 | fünfteilig   | ZR  | 31,81 m | 2,3 m  | 1435 mm   | 47    | 135        |
| Brüssel, Belgien          | Straßenbahn Brüssel   | 11     |           | 4201–4211 | siebenteilig | ZR  | 43,04 m | 2,3 m  | 1435 mm   | 65    | 191        |
| Melbourne, Australien     | Straßenbahn Melbourne | 100    |           |           | dreiteilig   | ZR  |         |        |           |       |            |

Die Zahl der Sitzplätze umfasst auch etwaige Klappsitze.